# Cyprus op het Eurovisiesongfestival 2016

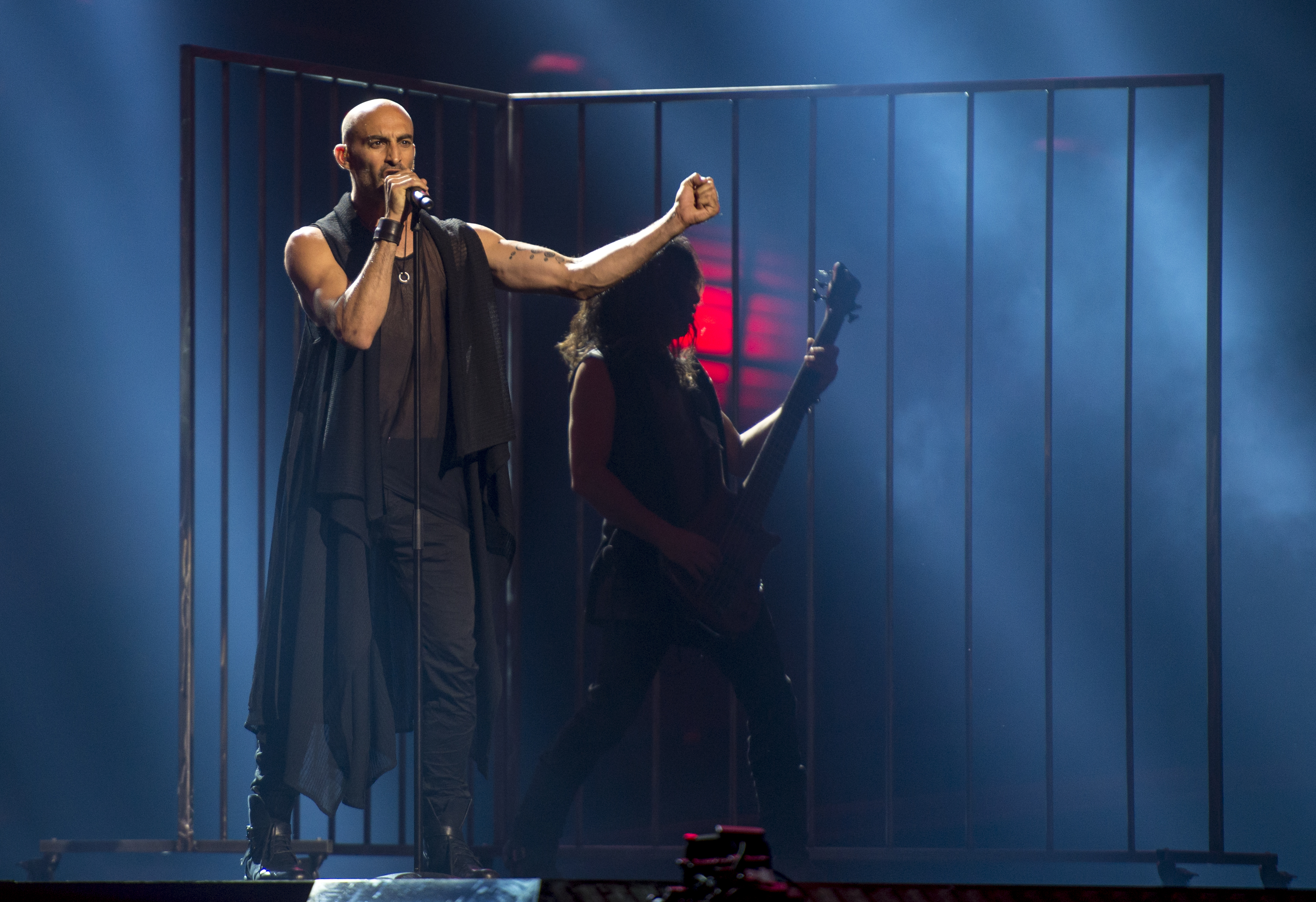
Minus One tijdens het Eurovisiesongfestival 2016

Cyprus nam deel aan het Eurovisiesongfestival 2016 in Stockholm, Zweden. Het was de 33ste deelname van het land op het Eurovisiesongfestival. CyBC was verantwoordelijk voor de Cypriotische bijdrage voor de editie van 2016.

## Selectieprocedure
Op 4 november 2015 werd bekendgemaakt dat via een interne selectie de band Minus One uitgekozen is om Cyprus te vertegenwoordigen op het festival. Op 31 januari 2016 werd de titel van de Cypriotische bijdrage vrijgegeven, zijnde Alter ego. Het nummer werd op 22 februari voor het eerst aan het publiek vertoond.

## In Stockholm
Cyprus trad in Stockholm in de eerste halve finale op dinsdag 10 mei 2016 aan. Minus One trad als elfde van achttien acts op, net na Gabriela Gunčíková uit Tsjechië en gevolgd door Zoë uit Oostenrijk. Cyprus wist zich te plaatsen voor de finale op zaterdag 14 mei.
In de finale trad Cyprus als veertiende van de 26 acts aan en eindigde er als 21ste.
1981 · 1982 · 1983 · 1984 · 1985 · 1986 · 1987 · 1988 · 1989 · 1990 · 1991 · 1992 · 1993 · 1994 · 1995 · 1996 · 1997 · 1998 · 1999 · 2000 · 2001 · 2002 · 2003 · 2004 · 2005 · 2006 · 2007 · 2008 · 2009 · 2010 · 2011 · 2012 · 2013 · 2014 · 2015 · 2016 · 2017 · 2018 · 2019 · 2020 · 2021 · 2022 · 2023 · 2024 · 2025
Albanië · Armenië · Australië · Azerbeidzjan · België · Bosnië en Herzegovina · Bulgarije · Cyprus · Denemarken · Duitsland · Estland · Finland · Frankrijk · Georgië · Griekenland · Hongarije · Ierland · IJsland · Israël · Italië · Kroatië · Letland · Litouwen · Macedonië · Malta · Moldavië · Montenegro · Nederland · Noorwegen · Oekraïne · Oostenrijk · Polen · Rusland · San Marino · Servië · Slovenië · Spanje · Tsjechië · Verenigd Koninkrijk · Wit-Rusland · Zweden · Zwitserland